# 馬鞍山浸信會
馬鞍浸信會（英語：Ma On Shan Baptist Church，簡稱：馬浸）位於香港新界馬鞍山區，信仰宗派屬於「香港浸信會聯會」。母會為第一城浸信會。於1995年，母會在福安花園購置商舖作擴堂之用，同年成立「馬鞍山福音堂」。其後,自立為「馬鞍山浸信會」，服事區內的家庭、獨居長者等。